# Santa Maria del Divino Amore
Santa Maria del Divino Amore, emellanåt benämnd Santi Cecilia e Biagio dei Materassari, är en kyrkobyggnad i Rom, helgad åt Jungfru Maria och särskilt åt hennes roll som Vår Fru av den Gudomliga Kärleken. Kyrkan är belägen vid Vicolo del Divino Amore i Rione Campo Marzio och tillhör församlingen San Lorenzo in Lucina.
Tillnamnet ”Materassari” syftar på att kyrkan tidigare tillhörde Confraternita dei Materassari, det vill säga madrassmakarnas skrå.

## Kyrkans historia
Enligt traditionen uppfördes kyrkan på resterna av den heliga Cecilias föräldrahem. Kyrkan konsekrerades år 1131. En cippus (liten pelare eller piedestal) med en inskription i sakristian hugfäster minnet av denna tilldragelse: HEC EST DOMUS IN QUA ORABAT SANCTA CECILIA – MCXXXI CONSECRAVIT. Cecilia led martyrdöden i Trastevere; på platsen uppfördes senare kyrkan Santa Cecilia in Trastevere.
År 1525 överlät påve Clemens VII kyrkan åt madrassmakarnas skrå, vilket lät helga kyrkan åt sin skyddspatron Blasius. Denne martyr hade torterats med järnkammar, som liknar dem som används av madrassmakare för att karda ull. Påve Benedikt XIII lät 1729 uppföra en ny kyrka från grunden och helgade den även åt den heliga Cecilia. Den nya kyrkan uppfördes efter ritningar av Filippo Raguzzini, påvens hovarkitekt. Sitt nuvarande namn fick kyrkan år 1802 då påve Pius VII förlänade kyrkan åt Confraternita della Madonna del Divino Amore.

## Beskrivning
Kyrkans fasad har två våningar. Den nedre har fyra pilastrar med triglyfer istället för kapitäl. Pilastrarna bär upp ett entablement, vars fris bär inskriptionen DEIPARAE VIRGINI DIVINI AMORIS DICATVM. Den övre våningen har lisener och fasaden kröns av ett rektangulärt pediment med ett runt fönster. Den av Antonio Bicchierai utförda fresken ovanför kyrkans portal har sedan länge försvunnit. Kyrkans kampanil stammar från 1100-talet.
Den enskeppiga interiören med tunnvalv är dekorerad av Filippo Prosperi. I kyrkans tak ses de heliga Cecilia och Blasius vörda Madonnan och Barnet. På sidoväggarna har Prosperi målat fyra dygder: Förståndet, Rättvisan, Modet och Måttfullheten. Högaltarmålningen utgörs av Madonna del Divino Amore, ett verk av Vincenzo Camuccini. Det högra sidoaltaret pryds av Sigismondo Rosas Den helige Blasius helar ett gossebarn, medan det vänstra sidoaltaret har De heliga Cecilia och Valerianus kröns av en ängel av Placido Costanzi.
I kyrkans sakristia bevaras en 1400-talsfresk som framställer de heliga Cecilias och Valerianus bröllop. Med på fresken är även Valerianus bror Tiburtius och påve Urban I. I sakristians förrum kan besökaren beskåda en byst föreställande påve Benedikt XIII.

## Omnämningar i kyrkoförteckningar
| Katalog                      | År         | Benämning                        |
| ---------------------------- | ---------- | -------------------------------- |
| Catalogo di Cencio Camerario | 1192       | sce. Cecilie Campi Martis        |
| Il Catalogo Parigino         | cirka 1230 | s. Cecilia de Pusterulis         |
| Il Catalogo di Torino        | cirka 1320 | Ecclesia sancte Cecilie de Mutis |
| Il Catalogo del Signorili    | cirka 1425 | sce. Cecilie de Posterula        |

## Bilder

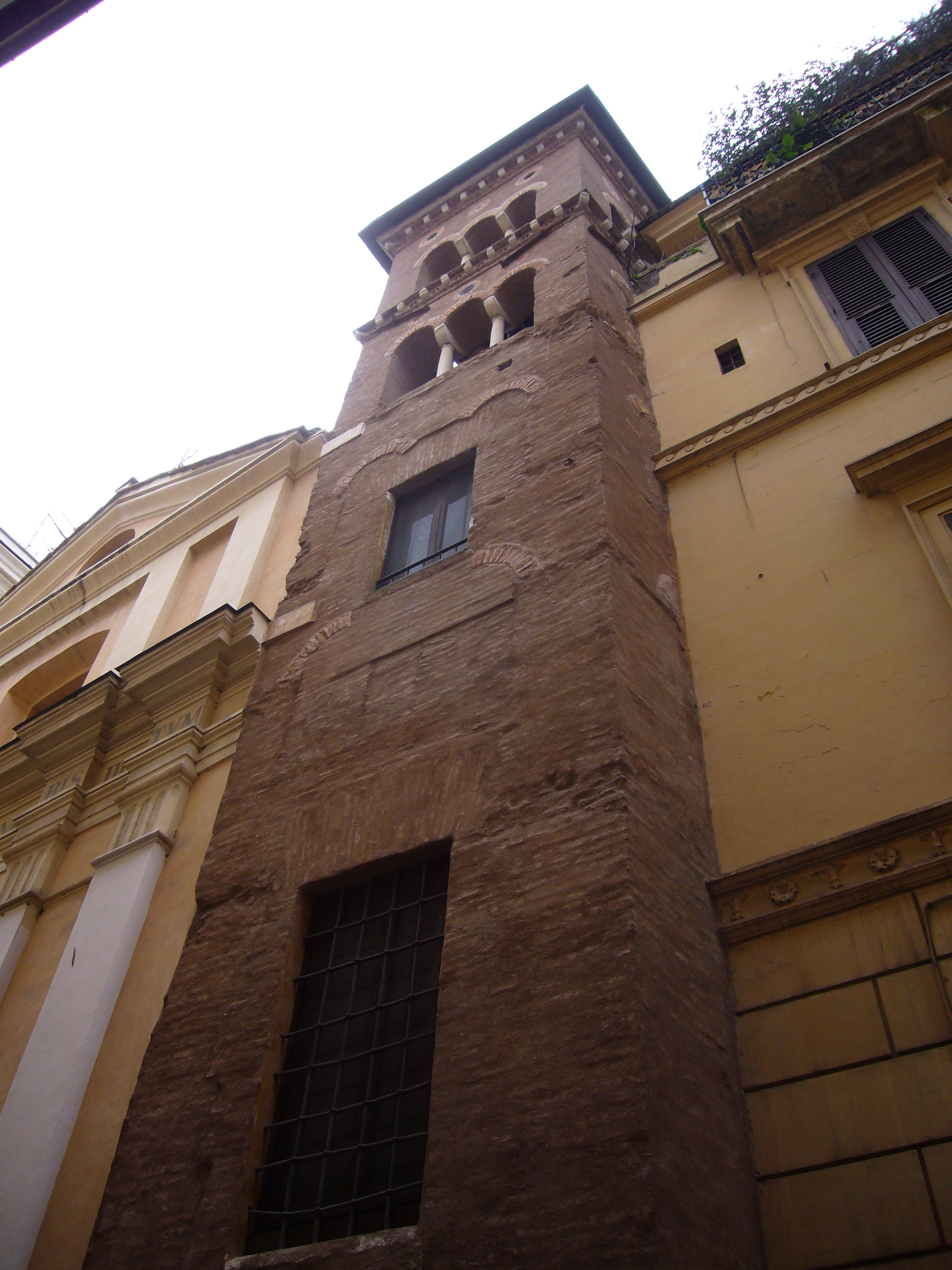
Kyrkans kampanil.
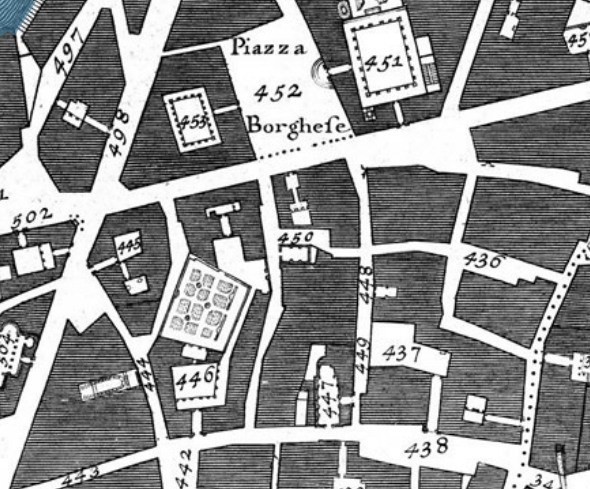
Santa Maria del Divino Amore (nummer 450) på Giovanni Battista Nollis topografiska karta över Rom från år 1748. Nummer 447 anger San Nicola dei Prefetti och nummer 448 anger Oratorio del Santissimo Sacramento e Santa Caterina da Siena.